# 无穷花大勋章

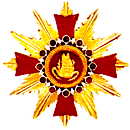
无穷花大勋章

无穷花大勋章（韓語：무궁화대훈장）是韩国最高级别的荣誉勋章，名称源于韩国国花无穷花。无穷花大勋章主要授予韩国总统及其配偶，同时也会授予韩国友邦的前任或现任国家元首及配偶。
1949年韩国首任总统李承晚成为无穷花大勋章的首位获得者。1964年，西德总统海因里希·吕布克及第一夫人威廉敏娜·吕布克获颁无穷花大勋章，是该勋章首次授予友邦元首及配偶。1966年，泰王蒲美蓬夫婦與中華民國總統蔣中正亦獲頒該勳章。